# May de Sousa
May Alvos de Sousa (Chicago, 6 de novembro de 1884 – 8 de agosto de 1948) foi uma atriz de teatro e cantora norte-americana. 

## Biografia
May nasceu na cidade de Chicago, em 1884. Era filha do investigador de polícia, John De Sousa (1856 – 1941), filho de portugueses, e sua esposa norte-americana, Carrie (1861—1910). O casal ainda teve mais um filho, Marvin De Sousa (1891—1921). Sua fama veio em 1898, como vocalista na música "Dear Midnight of Love", de John Coughlin.

## Carreira
Ainda uma adolescente, em 1901, ela chamou a atenção de Frank L. Perley, dono de uma companhia de comédia chamada The Chaperons. Com 34 papéis e um coral de 60 cantores, era o mair espetáculo musical em cartaz nos Estados Unidos na época. May fazia parte do coral e atuava nos espetáculos. Em seguida, ela foi contratada como substituta da Alice Nielson em San Francisco e em 1902 teve a oportunidade de acompanhá-la a Londres, mas recusou devido ao medo da travessia marítima. Em vez disso, ela se juntou ao elenco da imensamente popular e longa ópera "The Chaperons". Em abril de 1904, May foi contratada para substituir Bessie Wynn no papel de Sir Dashemoff Daily em O Mágico de Oz e em setembro daquele ano seguiu a mesma atriz em Babes in Toyland, uma opereta.
May precisou superar o medo da travessia e embarcou para Londres onde estreou nos palcos ingleses na peça Cinderella, no Theatre Royal. Outros sucessos nos palcos britânicos foram Castles in Spain, The Geisha e The Girls of Gottenberg. Embora sua voz a tivesse lançado firmemente em papéis em óperas leves e de comédia,  May ansiava por uma oportunidade de se provar como atriz dramática e teve a oportunidade quando o famoso ator francês Monsieur de Max quis apresentá-la a Paris como 'Julieta' para seu 'Romeu'. Mas seu francês era muito ruim e, embora de Max estivesse disposto a pagar suas despesas por seis meses enquanto ela se preparava para o papel, foi forçada a recusar.
Seis meses fora de sua carreira era um luxo que ela não podia pagar, então ela continuou com seus papéis de comédia musical. Dois anos depois, May foi a Paris, onde foi recebida com entusiasmo pelo público francês. Voltando para sua casa nos Estados Unidos após esse evento, ela foi temporariamente dada como desaparecida por seus pais quando não foi vista por mais de cinco semanas.
May era uma estrela dos dois lados do Atlântico, mas uma tragédia se abateu sobre a família em 1910. Sua mãe foi encontrada morta em um quarto cheio de gás da calefação. Não foi determinado se o caso foi um suicídio ou um infeliz acidente. Em abril do mesmo ano, ela se casou com um corretor da bolsa, Eaton Arthur Haines, em Nova Iorque. Porém, desde o começo, o casamento era problemático. Ele mentiu sobre sua fortuna e batia em May com frequência, tomando o cuidado de não bater no rosto. Após dois anos turbulentos ela se separou de Haines e se divorciou em 1914 alegando problemas financeiros e espancamento.
Retomando a carreira, May esteve na França pouco antes da eclosão da Primeira Guerra Mundial e conseguiu fugir da invasão alemã. May atuou na peça The Count of Luxembourg, no Daly's Theatre, em Londres, mas em 1913, ela declarou falência. Em 1918, May se aposentou dos palcos. Em uma produção na Austrália, ela conheceu o médico local, William E. O'Hara, com quem se casou e o casal se mudou para Xangai, onde morou por muitos anos.

## Retorno
Com a eclosão da Segunda Guerra Mundial, cidadãos norte-americanos na Ásia passaram a ser vistos com desconfiança. Em 1943, após sete meses de prisão como prisioneira civil sob os japoneses no Chapei Civil Assembly Center, em Xangai, e viúva, ela retornou aos Estados Unidos no MS Gripsholm. De volta à sua cidade natal, May conseguiu emprego como faxineira de escola. Os anos e, principalmente, os meses no campo japonês, levaram sua beleza e saúde embora. May foi forçada a abandonar o emprego por estar fraca demais para trabalhar.

## Morte
Sem condições de se sustentar, sem dinheiro e com a saúde frágil, May morreu em 8 de agosto de 1948, aos 63 anos, em um hospital de caridade, em Chicago. Seu corpo permaneceu no necrotério por vários dias, sem que nenhum parente viesse reclamá-lo, e ela foi sepultada em um cemitério de indigentes na cidade três dias depois.